# Vanessa Angélica Villarreal
Vanessa Angélica Villarreal es una poeta, ensayista y crítica cultural estadounidense de ascendencia mexicana. 

## Biografía
Villareal recibió una beca del National Endowment for the Arts Fellowship en escritura creativa en 2021. Ganó un premio Whiting 2019 por poesía y fue finalista del premio Kate Tufts Discovery Award 2019 por su libro Beast Meridian.
Es becaria de CantoMundo e inició su doctorado en Literatura Inglesa y Escritura Creativa en la Universidad del Sur de California.
Su trabajo ha aparecido en importantes medios de comunicación y revistas como The Cut, Oxford American, The Academy of American Poets, POETRY magazine, Harper's Bazaar, BuzzFeed, The Boston Review, y The New York Times.

## Premios y reconocimientos
- Beca de escritura creativa del Fondo Nacional para las Artes 2021[1]
- 2019-2021 Beca de Arte por la Justicia de la Universidad de Arizona[16]
- Premio Whiting 2019, Poesía[17]
- Finalista del premio Kate Tufts Discovery Award 2019[18]
- Premio Amigos de la Literatura 2019, Revista POESÍA[19]
- Premio John A. Robertson 2018 al mejor primer libro de poesía, Instituto de Letras de Texas[20]

## Obras
- Bestia Meridiana (Noemi Press, Serie Akrilica, 2017)ISBN 9781934819654
- Mejor escritura experimental estadounidense 2020 (Wesleyan University Press, 2020)ISBN 0819579580
- Embodied: una antología de poesía interseccional de cómics feministas (A Wave Blue World Inc, 2021)ISBN 1949518132